# Justin Nsengiyumva
Justin Nsengiyumva est un homme d'État, banquier et économiste rwandais, Premier ministre depuis le 25 juillet 2025.

## Biographie
Nsengiyumva obtient un bachelor en commerce de la université catholique d'Afrique de l'Est (en), un master en politique économique de l'université de Nairobi et un doctorat en économie de l'université de Leicester (en Angleterre),.
En 2005 à 2008, est secrétaire permanent du ministère du Commerce et de l'Industrie.
En 2008, Nsengiyumva est secrétaire permanent du ministère rwandais de l'Éducation. Il est arrêté puis condamné pour corruption en 2009. En mars 2023, le président Paul Kagame lui accorde une grâce présidentielle,.
En février 2025, Nsengiyumva est nommé vice-gouverneur de la Banque nationale du Rwanda,.
Il est nommé Premier ministre le 23 juillet 2025 et entre en fonction le 25.